# Lustucru (personnage)
Pour les articles homonymes, voir Lustucru.
Lustucru ou le père Lustucru est un personnage satirique imaginaire probablement apparu au début du XVIIe siècle, en tant que médecin et également forgeron chargé de « reformer » la tête des femmes, à l'aide de ses outils de forgeron, pour les guérir de prétendus maux, en raison de certaines déviances de leur caractère. Cela apparaît donc rétrospectivement comme une tentative (finalement infructueuse) de revanche sexiste, de la part d'hommes inquiets de certaines initiatives féminines d'émancipation à l'époque.

## Histoire

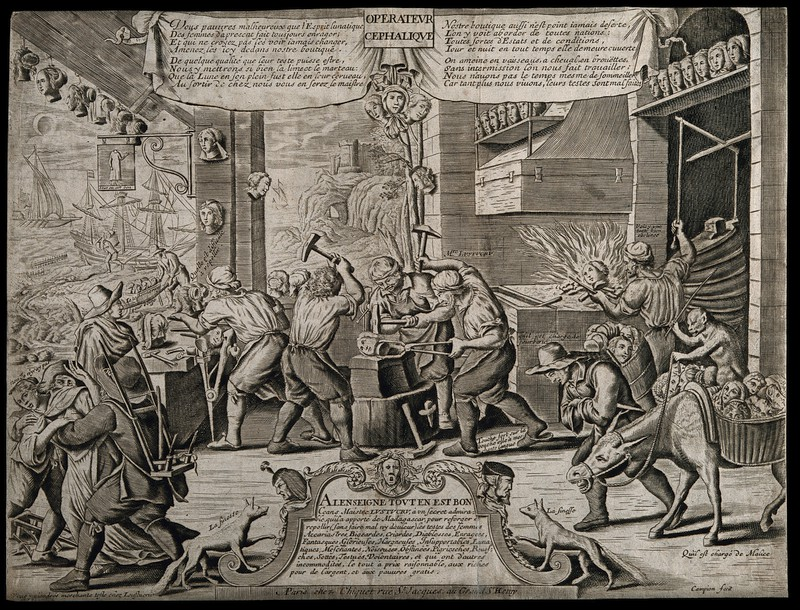
Des têtes de femmes sont reforgées dans l'atelier de Lustucru, représentant un remède brutal à la « folie » de celles-ci. Gravure par Campion, XVIe siècle.

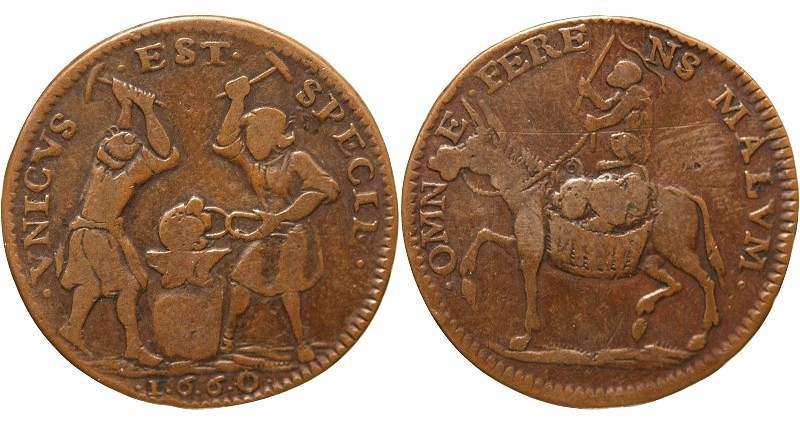
Jetons à l'effigie de Lustucru, 1660. Au recto, maître Lustucru est en train de forger. Au verso, un âne conduit par un singe transporte des paniers remplis de têtes de femme.

### Imagerie et théâtre populaires
« Lustucru » (ou « le père Lustucru ») est un personnage de l'imagerie populaire, très en vogue sous Louis XIII (première partie du XVIIe siècle). C'était l'époque des précieuses, qui faisait considérer à certains que les femmes étaient devenus folles. L'inquiétude des hommes face à l'influence et au pouvoir croissants des femmes s'est généralement accrue en France dans les années 1650. En 1659, Molière met en scène pour la première fois à Paris Les Précieuses ridicules, une courte pièce satirique qui se moque de deux jeunes femmes vaniteuses, se croyant trop intelligentes et sophistiquées pour leurs prétendants. 
Selon l'essayiste et auteur new-yorkais Jé Wilson, la première apparition de Lustucru en tant que forgeron « opérateur céphalique » se trouve dans un almanach de la même année, 1659, almanach aujourd'hui perdu. Dans une estampe signée Campion, maître Lustucru apparaît parmi des forgerons, son maillet levé sur la tête détachée d'une femme, qu'il tient avec une pince, comme s'il manipulait une pièce de métal à forger. D'autres têtes de femmes sont suspendues à des crochets tout autour de son atelier, attendant leur tour ou bien en train d'être refroidies comme dans le cas du métal chaud qui vient d'être travaillé. Au premier plan à gauche, deux hommes traînent une femme encore intacte à la forge ; les mots près de sa bouche disent : « Je n'irai pas ». Au premier plan à droite, se trouvent un âne bâté conduit par un singe, portant deux paniers pleins de têtes de femme, âne précédé par un homme marchant péniblement, avec sur son dos une hotte également remplie de têtes. L'enseigne du magasin, suspendue en haut à gauche, montre un corps de femme décapitée au-dessus des mots « Tout en est bon », une émanation du dicton « Une femme sans tête : tout en est bon ». Pour que le message soit absolument clair, les blocs de texte (en haut en en bas de l'estampe) encouragent les hommes à amener leurs épouses difficiles chez ce « médecin-chef », où leur tête sera reforgée et purgée de toutes les « incommodités » ; ainsi le texte ironique du bas de l'estampe mentionne : 

« À l'enseigne Tout En Est Bon.

Céans, Maître Lustucru a un secret admirable qu'il a apporté de Madagascar pour reforger […] (sans faire mal ni douleur) les têtes des femmes acariâtres, […] criardes, diablesses, enragées, fantasques, glorieuses, hargneuses, insupportables, lunatiques, méchantes, noiseuses, […] rouées, sottes, têtues, volontaires et qui ont d'autres incommodités. Le tout à prix raisonnable, aux riches pour de l'argent, et aux pauvres gratis. »

Le texte du haut de l'estampe encadrant la mention « Opérateur céphalique » n'est pas moins ironique : 

« Vous pauvres malheureux que l'esprit lunatique des femmes du présent fait toujours enrager ; et qui ne croyez pas les voir jamais changer, amenez-les ici dedans notre boutique.
De quelque qualité que leur tête puisse être, nous y mettrons si bien la lime et le marteau que, la Lune en son plein fut-elle en leur cerveau, au sortir de chez nous vous en serez le maître.
Notre boutique aussi n'est point jamais déserte, l'on y voit aborder de toutes nations : toutes sortes d'États et de conditions, jour et nuit en tout temps elle demeure ouverte.
On amène en vaisseaux, en cheval, en brouettes, sans intermission l'on nous fait travailler : nous n'avons pas le temps même de sommeiller, car tant plus nous vivons [?], leurs têtes sont mal faites. »

Dès l'apparition de l'image imprimée, le « maréchal-ferrant » fait fureur en France. Des éditeurs produisent des tirages autonomes de cette image afin d'alimenter une demande en copies bon marché, et des versions de lui dans sa forge se répandent de France en Allemagne et Italie. Tout un calendrier-almanach de 1660 est consacré à Lustucru. Il apparaît dans des pièces de théâtre et des poèmes comiques, et son image est estampillée sur des jetons (pièces métalliques utilisées pour faire des calculs numériques). 

### Origine de l'orthographe du mot
Son nom, Lustucru, vient d'une transcription phonétique de l'expression « L'eusses-tu-cru » (2e personne du singulier du verbe croire au conditionnel passé 2e forme), couramment utilisée à l'époque par les idiots du théâtre, qui signifiait « l'auriez-vous cru ? » ou dans ce cas, « auriez-vous pensé que la tête d'une femme pouvait être réparée ? » Le Littré indique en outre à propos de l'étymologie : « Lustucru était le nom d'un acteur comique. Il est possible pourtant que lustucru ne soit pas autre chose que l'eusses-tu cru ? phrase traditionnelle du niais de théâtre, qui dit à sa nouvelle épouse : l'eusses-tu cru ? » 

### Motif possible de l'expansion de l'usage du nom du personnage vers 1660

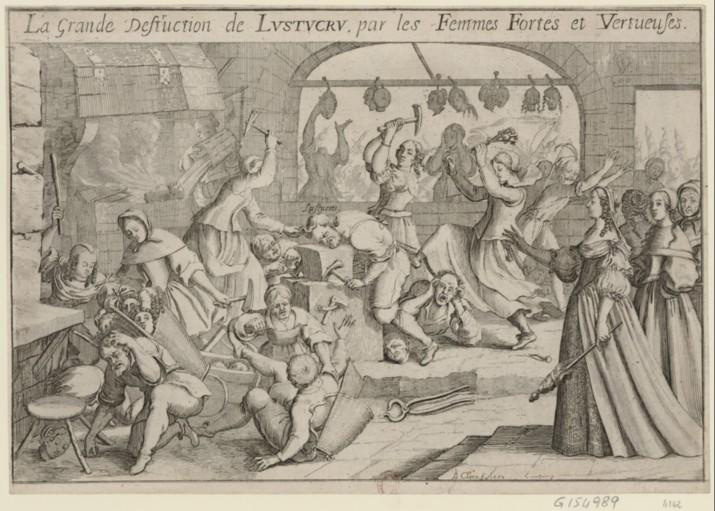
La Grande Destruction de Lustucru par les femmes fortes et vertueuses, estampe de Sébastien Leclerc (1663).

Selon l'écrivain français du XVIIe siècle, Gédéon Tallemant des Réaux, Lustucru est né d'un désir de revanche masculine. Dans ses Historiettes, un recueil de notes biographiques achevé vers 1659, il dit que le « médecin céphalique » qui apparaît dans l'almanach de cette année-là a été dessiné par un humoriste anonyme, spécialement en réponse à l'affaire Langey, un divorce entre deux aristocrates. Cette affaire s'éternisait dans les tribunaux français depuis deux ans et venait de rendre son verdict au milieu d'une avalanche de ragots. Le marquis de Langey, alors âgé de 31 ans, était accusé d'impuissance par sa jeune femme de 21 ans (elle en avait 14 quand il l'avait épousée), et elle voulait le quitter. Les deux parties ont été forcées de subir des examens physiques humiliants, et au deuxième procès, après des heures d'essais, le marquis n'a pas pu se montrer plus viril devant un jury composé de dix médecins et cinq matrones. La femme a ainsi pu obtenir le divorce. 
Ainsi par contrecoup, Lustucru produit très rapidement une imagerie où les femmes prennent leur revanche sur le forgeron.

## Utilisation ironique du nom à propos d'un événement historique
Pierre Héliot précise : « Son nom était une étiquette burlesque qu'on appliqua par dérision à toutes sortes de choses ; il est assez naturel qu'on l'ait décernée à cette révolte des paysans boulonnais qui s'effondra misérablement aux premiers coups de canon. »